# Dallas (Oregon)
Dallas è un centro abitato (City) degli Stati Uniti d'America, situato nella contea di Polk dello Stato dell'Oregon. Nel censimento del 2000 la popolazione era di 12.459 abitanti.

## Geografia fisica
Secondo i rilevamenti dello United States Census Bureau, Dallas si estende su una superficie di 11,5 km².